# David Andronic
David Andronic (n. 9 iulie 1995) este un fotbalist din Republica Moldova, care în prezent evoluează la echipa Speranța Nisporeni din Divizia Națională.
El este fiul fotbalistului internațional moldovean Valeriu Andronic, și cei doi au jucat unul împotriva altuia la nivel oficial competitiv pentru echipe diferite: meciul Speranța Nisporeni – Milsami Orhei (scor 1-0 pentru Speranța) din 1 noiembrie 2015 a fost și primul meci din Divizia Națională din Moldova când un tată și fiul său au jucat unul împotriva altuia.

## Viața personală
David Andronic este fiul Angelei și al lui Valeriu Andronic. Tatăl său la fel este fotbalist. David mai are un frate pe nume Marc și o soră pe nume Sabina.
Pe linie paternă are mai multe rude cu activitate în fotbal; tatăl său este văr cu Igor Andronic și frații Oleg Andronic și Gicu Andronic, toți cei trei fiind și ei fotbaliști.